# Economia Israelului
Israelul are o economie modernă, diversificată și continuu ascendentă, cu un sector high-tech crescând rapid în pondere și importanță.  Guvernul țării deține o parte semnificativă a proprietății din economia țării.  Fiind o țară săracă în resurse naturale, Israel depinde aproape total de importurile materiilor prime, așa cum ar fi țiței, cărbune, diamante brute și alimente.  Țara primește, de asemenea, un substanțial ajutor economic direct din partea Statelor Unite ale Americii, incluzând aproximativ 1,2 miliarde dolari americani anual, de la începutul anilor 1970, chiar dacă valoarea efectivă directă a scăzut lent de-a lungul anilor, ajungând să fie circa 240 de milioane în 2006.  Produsul intern brut al Israelului în 2006 a atins cifra record de 155 de miliarde de dolari americani, fiind de aproximativ 25.000 de dolari per locuitor, comparabil cu cele ale Spaniei și Greciei.  Sectoarele majore ale economiei sunt cele de produse obținute prin prelucrarea metalelor, hrană procesată, chimie și echipament de transport.  Serviciile sunt foarte bine reprezentate în ponderea economică totală.  Industria de prelucrare a diamantelor este unul din sectoarele cele mai puternice ale economiei, Israelul fiind unul din centrele mondiale de primă importanță în tăierea și șlefuirea acestora, dar și a altor pietre prețioase.  În ultimele două decenii, țara a devenit un lider în producerea de software și al destinațiilor turistice.  În 1998, Tel Aviv a fost numit de săptămânalul Newsweek unul dintre cele mai influente orașe tehnologice ale lumii.
Dacă în primele decenii după declararea independenței de stat, în 1948, Israelul era una dintre societățile cele mai egalitare ale Occidentului, la începutul mileniului al III-lea acesta este țara cu polarizarea veniturilor cea mai mare printre țările Vestului, cu excepția Statelor Unite (ale Americi): în ultimii 63 de ani inegalitatea s-a dublat, astfel încât în 2012 mai mult de unul din trei copii israelieni trăia în sărăcie, în timp ce o familie din cinci trăieste în sărăcie.

## Industrie
Industrie constructoare de masini,industria de prelucrare a diamantelor.

## Agricultură
Vegetatia : In general saracacioasa , padurile contin pinul de aep si arbustii mediteraneeni ( Makis ji Gariga ) . 
Fauna : In general saracacioasa , cotine specii cum sunt hiena , sacalaul , soparlele , serpi si pasari .